# Мотузівка
Моту́зівка (до 1918 — Матузівка або Мотузівка, в 1918—2024 — Олійники) — село в Україні, у Берестинському районі Харківської області. Населення становить 703 осіб. Орган місцевого самоврядування — Олійниківська сільська рада. Відстань до райцентру становить майже 68 км і проходить автошляхом місцевого значення.

## Географія
Село Мотузівка знаходиться на лівому березі річки Оріль, вище за течією на відстані 2 км розташоване село Верхня Орілька (Лозівський район), нижче за течією на відстані 2 км розташоване село Лигівка, на протилежному березі — села Нововолодимирівка, Мар'ївка, колишнє село Каганець. Село витягнуто вздовж річки на 9 км. Поруч проходить автомобільна дорога Р79.

## Історія
- Дата заснування орієнтовно 1826 рік, назву отримало від першого мешканця на прізвище Мотуз
- За даними на 1864 рік у казенному селі Матузівка Нижньоорелької волості Зміївського повіту мешкало 1369 осіб (613 чоловічої статі та 656 — жіночої), налічувалось 222 дворових господарства, існувала православна церква[1].
- У 1910 році у селі Мотузівка жандармами розкрита «таємна» революційна організація. Її учасники Лихобабин та брати Бондаренки встановили зв'язок із більшовицьким підпіллям Костянтиноградського повіту Полтавської губенії та розповсюджували нелегальну на той час більшовицьку літературу.
- Станом на 1914 рік кількість мешканців села зросла до 4 022 осіб[2].
- У 1919 р. Мотузівка перейменована на Олійники на честь Олійника П. А. ‒ більшовика, учасника червонопартизанського загону, що займався встановленням радянської влади на Харківщині. Загинув у бою проти Армії УНР.
- 1946 — заснована школа.
- 1965 — здано в експлуатацію нову будівлю школи.
- 2017 — після звернення одного із колишніх мешканців в Український інститут національної пам'яті Український інститут національної пам'яті запущено процес перейменовання села Олійники з поверненням історичної назви Мотузівка.
- 2017 — На базі Олійниківської школи, було відкрито дитячий садок.
- 2015-2020 у зв'язку з проведенням реформи по зміні територіального устрою України під час проведення «Адміністративно-територіальної реформи в Україні» Олійники включена в Красноградський район.
- 10 квітня 2024 року Комітет Верховної Ради України з питань організації державної влади, місцевого самоврядування, регіонального розвитку та містобудування підтримав перейменування села на Мотузівка[3]. Остаточне перейменування відбудеться лише після успішного голосування у Верховній Раді.

## Сучасний стан
24 лютого 2009 року село було газифіковане.

## Економіка
- Приватне сільськогосподарське підприємство «1 Травня».

## Об'єкти соціальної сфери
- Мотузівський НВК.
- Сільський будинок культури.
- Фельдшерсько-акушерський пункт.
- Бібліотека.

## Люди
В селі народилися:
- Мацегора Григорій Прокопович (1934—2024) — український художник, член Національної Спілки художників України, член національної Спілки майстрів народного мистецтва України. Заслужений діяч мистецтв України.
- Федоров Сергій Сергійович (1972—2014) — військовий, боєць батальйону «Айдар», який загинув при виконанні військових обов'язків, під час боїв за Хрящувате.[5]